# Alexis Guérin
Alexis Guérin (Libourne, 6 juni 1992) is een Frans wielrenner, actief als wegwielrenner.

## Biografie
Als belofte behaalde Alexis Guérin een zilveren medaille op het Frans kampioenschap tijdrijden. Dit in 2012, achter Johan Le Bon. Datzelfde jaar won hij ook de openingsetappe in de Ronde van de Isard.
Guérin liep vanaf augustus 2013 stage bij FDJ.fr. Bij deze ploeg won hij eind september het bergklassement in de Ronde van Gévaudan Languedoc-Roussillon. In de seizoenen 2014 en 2015 reed hij voor AWT-GreenWay, het opleidingsteam van Omega Pharma-Quick-Step. In de twee daaropvolgende jaren deed hij een stap terug. Hij ging als amateur aan de slag in het Franse nationale circuit. Daar behaalde hij goede resultaten. Zo won hij met etappes in de Ronde van Savoie en de Kreiz Breizh Elites. Zijn eerste overwinningen op de UCI-kalender.
Dankzij deze resultaten tekende hij aanvankelijk voor het seizoen 2018 een profcontract bij Delko Marseille Provence KTM. Echter, vanwege persoonlijke problemen beëindigde hij tijdelijk zijn carrière. Na het eerste halfjaar van 2018 voor een amateurclub te hebben gereden, sloot Guérin eind juni alsnog aan bij Delko. Zijn debuut maakte hij in de Ronde van het Qinghaimeer, die hij afsloot op de twintigste plek in het klassement. In 2019, zijn eerste volledige seizoen voor de ploeg, werd hij onder meer achtste in de Memorial Marco Pantani en zesde in het eindklassement van de CRO Race. Zijn contract werd na deze jaargang niet verlengd. Tussen 2020 en 2022 lag hij onder contract bij het Oostenrijkse Team Vorarlberg, een continentale ploeg. Bij deze ploeg kende Guérin drie succesvolle jaren. Zo won hij etappes in onder andere de Ronde van Tsjechië, de Sibiu Cycling Tour en de Ronde van Opper-Oostenrijk. In deze laatste koers won hij ook het eindklassement.
Voor de wielerjaargang 2023 kreeg hij bij zijn nieuwe ploeg: Bingoal Pauwels Sauces WB, de kans om deel te nemen aan twee wielermonumenten. Dit voor het eerst in zijn carrière. De Ronde van Vlaanderen reed hij niet uit. In Luik-Bastenaken-Luik eindigde hij als 90e, op bijna 19 minuten van winnaar Remco Evenepoel.

## Palmares

### Overwinningen
2013
Bergklassment Ronde van Gévaudan Languedoc-Roussillon
2016
1e etappe Ronde van Savoie
2017
3e etappe Kreiz Breizh Elites
2021
3e etappe Ronde van Opper-Oostenrijk
Eindklassement Ronde van Opper-Oostenrijk
2e etappe Sibiu Cycling Tour
Bergklassement Ronde van de Elzas
4e etappe Ronde van Savoie-Mont Blanc
2022
4e etappe Ronde van Tsjechië
Bergklassement Ronde van Bulgarije
Bergklassement CRO Race
2023
4e etappe Internationale Wielerweek
Bergklassement Internationale Wielerweek
Bergklassement Ronde van Sicilië
2024
2e etappe Ronde van Bretagne
Bergklassement Ronde van de Mirabelle
Bergklassement Ronde van de Limousin-Périgord-Nouvelle Aquitaine
2025
3e etappe Ronde van Cova da Beira
Eindklassement Ronde van Cova da Beira
Eindklassement Trofeo Joaquim Agostinho

### Resultaten in voornaamste wedstrijden
|      | \| Jaar \| Ronde van Vlaanderen \| Luik-Bast.‑Luik \| Waalse Pijl \| Parijs-Tours \| Bretagne Classic \| \| ---- \| -------------------- \| --------------- \| ----------- \| ------------ \| ---------------- \| \| 2018 \| \| \| \| opgave \| \| \| 2019 \| \| \| \| opgave \| 49e \| \| 2020 \| \| \| \| \| \| \| 2021 \| \| \| \| \| \| \| 2022 \| \| \| \| \| \| \| 2023 \| opgave \| 90e \| 98e \| \| 21e \| |                 |             |              |                  |
| Jaar | Ronde van Vlaanderen | Luik-Bast.‑Luik | Waalse Pijl | Parijs-Tours | Bretagne Classic |
| 2018 | |                 |             | opgave       |                  |
| 2019 | |                 |             | opgave       | 49e              |
| 2020 | |                 |             |              |                  |
| 2021 | |                 |             |              |                  |
| 2022 | |                 |             |              |                  |
| 2023 | opgave | 90e             | 98e         |              | 21e              |

## Ploegen
- 2013 –  FDJ.fr (stagiair vanaf 1 augustus)
- 2014 –  Etixx
- 2015 –  AWT GreenWay
- 2018 –  Delko Marseille Provence KTM (vanaf 28 juni)
- 2019 –  Delko Marseille Provence
- 2020 –  Team Vorarlberg Santic
- 2021 –  Team Vorarlberg
- 2022 –  Team Vorarlberg
- 2023 –  Bingoal Pauwels Sauces WB
- 2024 –  Philippe Wagner/Bazin
- 2025 –  Anicolor / Tien 21

Bonnet ·
Boucher ·
Bouhanni ·
Casar ·
Courteille ·
Delage ·
Démare ·
Elissonde ·
Fédrigo ·
Fischer ·
Geniez ·
Geslin ·
Jeannesson ·
Ladagnous ·
Le Bon ·
Mangel ·
Mourey ·
Offredo ·
Pichon ·
Pineau ·
Pinot ·
Rollin ·
Roux ·
Roy ·
Soupe ·
Vaugrenard ·
Veikkanen ·
Vichot ·
Viennet ·
Guérin (stagiair) ·
Le Gac (stagiair) ·
Poitevin (stagiair) 
Cuadros · Dolezel · Ghistelinck · Guérin · Hirt · Hník · D. Hoelgaard · M. Hoelgaard · Kerkhof · Rumac · Spokes · Wisniowski · Schultz (stagiair)
Baška · Bechynē · Bouhanni · Brockhoff · Cuadros · García · Guérin · Kasperkiewicz · Lehky · Novák · Schachmann · Schlegel · Molly (stagiair)
Areruya · Combaud · De Rossi · Di Grégorio · El Fares · Fernández · Filosi · Finetto · Guérin · Jones · Kasperkiewicz · Leveau · Madrazo · Martinez · Michajlov · Moreno · Rodríguez · Šiškevičius · Smukulis · Trarieux · Fedeli (stagiair) · Meyer (stagiair) · Rochas (stagiair)
Areruya · Combaud · De Rossi · El Fares · Fedeli · Fernández · Filosi · Finetto · Grosu · Guérin · Jones · Kasperkiewicz · Leveau · Moreno · Navardauskas · Rochas · Schmidt · Šiškevičius · Trarieux · Carr (stagiair) · Delettre (stagiair) · Guichard (stagiair)
Blouwe · De Maeght · De Tier · Desal · Guerin · Lauk · Malucelli · Meens · Mertens · Mertz · Peyskens · Robeet · Salby · Teugels · Tizza · Van Boven · Van der Beken · Van Keirsbulck · Van Rooy · Vandepitte · Matthys (stagiair) · Persico (stagiair)